# Helge Ingstad
Pour les articles homonymes, voir Ingstad.
Helge Marcus Ingstad, né le 30 décembre 1899 à Meråker et mort le 29 mars 2001 à Oslo, est un explorateur norvégien.

## Biographie
Après avoir cartographié une partie des colonies viking, Ingstad et son épouse Anne Stine, archéologue, ont trouvé en 1960 les restes d'une colonie à L'Anse aux Meadows sur l'île de Terre-Neuve. Cette découverte leur permit d'être les premiers à prouver que des Vikings venus du Groenland ont traversé l'océan Atlantique pour atteindre l'Amérique du Nord environ 500 ans avant Christophe Colomb et Jean Cabot.
Il émettra également l'hypothèse que la mystérieuse disparition des colonies vikings au Groenland au XIVe siècle et XVe siècle pourrait être expliquée par leur émigration vers l'Amérique du Nord.
Né en 1899 et décédé en 2001, ce centenaire a la très rare particularité d'avoir connu trois siècles.